# Bradyfreni
Bradyfreni beskriver den långsammare tankeverksamhet som kan förekomma vid en del sjukdomar i hjärnan. Störningar där bradyfreni kan förekomma inkluderar Parkinsons sjukdom och vissa former av schizofreni. Patienter med bradyfreni kan beskriva sig själva, eller påvisas vid undersökning, ha långsamma tankeprocesser – vilket kan framgå av ökad svarslatens, men även involvera kraftiga minnesstörningar och dålig motorisk kontroll. Ordet "bradyfreni" kommer från den antika grekiskan och betyder "långsamt sinne".